# Betusa
Betusa là một chi bướm đêm thuộc họ Erebidae.